# Алматинска област
Алматинска област (каз. Алматы облысы, рус. Алматинская область) се налази на југоисточном делу Казахстана. Главни град области је Талдикорган. Број становника области је 1.949.837 по попису из 2013.